# Vicente Mortes
Vicente Mortes Alfonso (* 8. September 1921 in Paterna; † 22. Mai 1991 in Pamplona) war ein spanischer Politiker, der während der Franco-Diktatur von 1969 bis 1973 als Nachfolger von José María Martínez Sánchez-Arjona Wohnungsbauminister war. Er hatte eine falangistische Vergangenheit.

## Leben
Vicente Mortes verbrachte seine Kindheit in Paterna. Er besuchte dort die Dorfschulen und zog zu seinem Onkel nach Valencia, als sein Vater aufgrund der Weltwirtschaftskrise 1929 die Hypothek für das Haus der Familie nicht mehr bezahlen konnte.

### Bürgerkrieg und Nachkriegszeit
Im Jahr 1936 veranlasste eine Erkrankung von Vicente Mortes die Familie auf Anraten seiner Ärzte, für seine Behandlung nach Navajas zu ziehen. Dort wurden sie vom Bürgerkrieg überrascht. 1937 wurde sein Vater wegen seiner Religionsausübung inhaftiert und Vicente Mortes und seine Mutter gerieten in große finanzielle Schwierigkeiten. Im Jahr 1938 stellte sein Onkel auf der Durchreise durch Navajas fest, dass Mortes trotz seines Alters einberufen werden könnte, und nahm ihn mit zu sich nach Valencia, wo er eine Stelle als Büroangestellter erhielt. Kurz darauf konnte auch seine Mutter nach Valencia reisen; sein Vater war zum Prozess nach Castellón verlegt worden. Nachdem er zum Tode verurteilt worden war, gelang er aufgrund der Unordnung in der Justiz auf die Straße. Während der restlichen Zeit des Krieges hegte Vicente Mortes den Wunsch, Bauingenieurwesen zu studieren.
Am Ende des Krieges kam Mortes durch einen Freund in Kontakt mit dem Rektor der Schule San Juan de Ribera, an der er geistlichen Unterricht nahm. Als dieser von seinem Wunsch hörte, in Madrid zu studieren, erzählte er ihm von seinem Freund, dem Priester Josemaría Escrivá, Gründer des Opus Dei, der die DYA-Akademie eingerichtet hatte. Mortes zog im Oktober 1939 dorthin, um sein Studium des Bauingenieurwesens zu beginnen. Er besuchte die Iribas-Akademie, wo er unter anderem von Julián Marías Aguilera unterrichtet wurde. Mortes besuchte häufig die Heilige Messe in der Kirche San Fermín de los Navarros.
1943 wurde die Residenz aufgrund der wachsenden Anzahl von Bewohnern nach Moncloa verlegt. Dorthin zog auch Vicente Mortes, der dort für sechs Jahre lebte. Zu seinen Kommilitonen gehörten auch spätere Politiker wie José María López de Letona und Francisco Lozano Vicente, ebenfalls spätere Minister des Franco-Regimes. Mortes schloss sein Studium im Juni 1949 als Zweitbester seines Jahrgangs ab. Bis Juni 1950 absolvierte er ein Praktikum in Belgien bei der Iberischen Gesellschaft für Bauwesen und öffentliche Arbeiten. Von dort aus zog er in die Niederlande und später zurück nach Brüssel, wo er verschiedene Tätigkeiten ausübte. Er machte seinen Abschluss in Betriebswirtschaftslehre an der IESE Business School der Universität Navarra. Anschließend kehrte er nach Valencia zurück, wo er kurz nach seiner Ankunft in der Stadt die Aufnahme ins Opus Dei beantragte.
Am 15. April 1952 heiratete er in der Kirche Nuestra Señora de Begoña in Puerto de Sagunto die Tochter eines Metallunternehmers.

### Beginn der politischen Karriere
Beim Regierungswechsel 1957 übernahm José Luis Arrese die Leitung des neu geschaffenen Ministeriums für Wohnungsbau. Durch einen gemeinsamen Freund wurde Mortes der Posten des Generaldirektors für Wohnungswesen angeboten, den er annahm.
Im gleichen Jahr ereignete sich eine große Überschwemmung der Stadt Valencia. Vicente Mortes spielte eine führende Rolle bei den ersten Notfallentscheidungen, und war derjenige, der nach Barcelona fuhr, um das damalige Staatsoberhaupt über die Situation zu informieren. Er war auch für die Bereitstellung von improvisierten Unterkünften für die vielen Menschen zuständig, die ihre Häuser verloren hatten. Innerhalb weniger Monate wurden 1.500 Häuser gebaut, die denjenigen Schutz boten, die ihre Häuser verloren hatten. Mortes war Mitglied der technischen Kommission, die mit der Suche nach einer endgültigen Lösung für die Überschwemmung des Turia beauftragt war. Es wurden Lösungen für den Norden und den Süden in Betracht gezogen. Die südliche Lösung, die Umleitung des Flusses Turia, erschien schließlich am günstigsten, da sie den Bau eines Stausees in Vilamarxant beinhaltete, um mögliche Überschwemmungen zu verhindern, sowie eine Neugestaltung der Zufahrten nach Valencia über Straße und Schiene.
Nach anderthalb Jahren als Generaldirektor trat er aufgrund von Differenzen mit dem Minister José Luis Arrese zurück und kehrte zu seinem vorherigen Arbeitgeber zurück. Ein Angebot des Innenministers Camilo Alonso Vega, der ihm vorschlug, Gouverneur von Sevilla und dann von Barcelona zu werden, lehnte Vicente Mortes ab. Kurz darauf bot ihm Jorge Vigón, Minister für öffentliche Arbeit, den Posten der Generaldirektion für Straßen an, den er annahm und somit am 1. Februar 1960 in die Politik zurückkehrte, wo er dreizehn Jahre lang verschiedene Posten bekleidete. Im Jahr 1963 wechselte er von der Generaldirektion für Straßen zum Unterstaatssekretär für öffentliche Arbeit, dann zum stellvertretenden Beauftragten für den Entwicklungsplan und schließlich zum Wohnungsbauministerium, ehe er sich im Juni 1973 aus der Politik zurückzog.
Während seiner Zeit im Ministerium für öffentliche Arbeit wurde das spanische Straßennetz außerordentlich verbessert und 1964 verlieh ihm der Internationale Straßenverband die Auszeichnung als Mann des Jahres. Als Unterstaatssekretär für öffentliche Arbeit förderte er die technische Modernisierung des Ministeriums und warb hierfür Mitarbeiter aus anderen Ländern an. 1965 trat General Vigón als Leiter des Ministeriums für öffentliche Arbeit zurück und wurde durch Federico Silva Muñoz ersetzt. Mortes trat von seinem Amt zurück, wenig später wurde er von Laureano López Rodó zum stellvertretenden Kommissar für den Entwicklungsplan ernannt. In dieser Funktion blieb er bis 1969. Er beteiligte sich auch an der Ausbildung von Prinz Juan Carlos und erläutert ihm verschiedene technische Fragen im Zusammenhang mit Infrastruktur, Wohnungsbau und öffentlicher Arbeit. Darüber hinaus begleitete er ihn bei mehreren Besuchen in Spanien.

### Wohnungsbauminister
Am 29. Oktober 1969 bildete Franco als Folge des Matesa-Skandals eine neue Regierung, in der Vicente Mortes das Ressort Wohnungsbau von José María Martínez Sánchez-Arjona übernahm. Zu den wichtigsten Ereignissen in seiner Amtszeit gehörten der Bau von Tausenden von Wohnungen, um die Nachfrage der wachsenden Bevölkerung zu befriedigen (mehr als 300.000 pro Jahr bis 1975), die Verabschiedung des Gesetzesdekrets über dringende städtebauliche Maßnahmen, die Reform des Grundstücksrechts und die Aktualisierung der Pläne für die Ballungsgebiete von Barcelona und Madrid. Während seiner Zeit als Minister förderte er die Gründung von Tres Cantos und des Teatre-Museu Dalí in Figueres, was zu seiner Freundschaft mit dem Maler führte. Er war auch an der Gründung der Polytechnischen Universität Valencia beteiligt und war von 1969 bis 1983 Vorsitzender ihres Kuratoriums.

### Späte Jahre
Als Luis Carrero Blanco 1973 zum Regierungschef ernannt wurde, wurde Vicente Mortes von seinem Amt als Minister entbunden. Daraufhin beschloss er, die Politik zu verlassen und in die Privatwirtschaft zurückzukehren. Bald darauf wurde er Präsident von Nestlé España und später auch Mitglied des weltweiten Vorstands des Unternehmens. In dieser Zeit und bis zu seinem Tod war er auch Direktor mehrerer spanischer Unternehmen, wie Unión Eléctrica Fenosa, und ausländischer Unternehmen, darunter die Compagnie Internationale des Wagons-Lits mit Sitz in Brüssel.
Er starb am 22. Mai 1991 im Alter von 69 Jahren in Pamplona.

## Namensgeber
In Paterna ist eine Straße nach Vicente Mortes benannt, außerdem wurde eine Schule nach ihm benannt.

## Auszeichnungen
- Großkreuz des Orden de Isabel la Católica (1964)[7]
- Großkreuz des Imperialen Ordens vom Joch und den Pfeilen (1967)[8]
- Großkreuz des Luftwaffen-Verdienstkreuzes (1968)[9]
- Großkreuz des Zivilordens für landwirtschaftliche Verdienste (1969)[10]
- Großkreuz des Orden Karls III. (1973)[11]